# Bill Johnson (musicalacteur)
Bill Johnson (Baltimore, 22 maart 1915 – Flemingon, 6 maart 1957) was een Amerikaanse acteur en zanger, zowel in het theater als op het grote scherm.

## Biografie
Johnson werd geboren in Baltimore (Maryland) als William Thomas Johnson, zoon van Ed Johnson and Lula Nichols. Hij begon zijn carrière als kindacteur op het toneel. Hij maakte zijn Broadway-debuut op 8-jarige leeftijd in het toneelstuk Shipwrecked uit 1924. Hij keerde in 1926 terug naar Broadway om te spelen in de operette The Vagabond King. Hij werkte als vaudeville-artiest tot begin jaren 30. In 1939 maakte hij zijn filmdebuut in Mr. & Mrs. Jesse Crawford at Home, waar hij de nummers "The Very Thought of You" en "I Love You Truly" zong. Tijdens zijn carrière verscheen hij nog slechts in twee andere films, Keep Your Powder Dry en It's a Pleasure, beide uit 1945.
In 1940 keerde Johnson terug naar Broadway na een afwezigheid van veertien jaar om te schitteren in de musical All in Fun. Hij was een vaste artiest op Broadway in de jaren 40 en 50, met rollen in Banjo Eyes, Yours, A. Lincoln, Something for the Boys, The Day Before Spring en Kismet. In deze periode werd hij in 1945 lid van The Lambs, een theaterorganisatie in New York voor acteurs, componisten en anderen die betrokken zijn bij het theater.
Hij speelde tegenover Ethel Merman in Something for the Boys in 1944. Hij speelde ook naast Patricia Morison in de eerste Britse productie van Cole Porters Kiss Me, Kate in het London Coliseum in 1951. Hij verscheen ook in Annie Get Your Gun. Zijn laatste rol op Broadway was in 1955-1956 in Pipe Dream, waarvoor hij een Tony Award-nominatie kreeg.
Hij verscheen als schipbreukeling in het BBC-radioprogramma Desert Island Discs op 27 juni 1951. Het programma vraagt gasten om acht platen te selecteren die ze mee willen nemen naar een hypothetisch onbewoond eiland. Johnsons sectie bevatte een van zijn eigen opnames van "Where is the Life That Late I Led?" uit Kiss Me, Kate, waarin hij op dat moment speelde.
Johnson stierf in Flemington (New Jersey) aan een hartaanval op 6 maart 1957, slechts zestien dagen voor zijn 41e verjaardag. Hij liet een vrouw, Jet MacDonald, en een 3 maanden oude dochter, Julie, achter.